# Pellorneum
Pellorneum is een geslacht van zangvogels uit de familie van de Pellorneidae. De familienaam is ontleend aan de naam van dit geslacht. De wetenschappelijke naam van het geslacht is voor het eerst geldig gepubliceerd in 1832 door William Swainson.

## Soorten
- Pellorneum albiventre  – Witbuikjungletimalia
- Pellorneum bicolor  – Witwangmuistimalia
- Pellorneum buettikoferi  – Büttikofers jungletimalia
- Pellorneum capistratoides  – Borneozwartkapjungletimalia
- Pellorneum capistratum  – Javaanse zwartkapjungletimalia
- Pellorneum celebense  – Witkeelmuistimalia
- Pellorneum cinereiceps  – Grijskopmuistimalia
- Pellorneum fuscocapillus  – Bruinkapjungletimalia
- Pellorneum macropterum  –   Borneomangrovemuistimalia
- Pellorneum malaccense  – Treurmuistimalia
- Pellorneum nigrocapitatum  – Maleise zwartkapjungletimalia
- Pellorneum palustre  – Moerasjungletimalia
- Pellorneum poliogene  – Strooiselmuistimalia
- Pellorneum pyrrogenys  – Temmincks jungletimalia
- Pellorneum rostratum  – Mangrovemuistimalia
- Pellorneum ruficeps  – Gevlekte jungletimalia
- Pellorneum saturatum – Glissandomuistimalia
- Pellorneum tickelli  – Tickells jungletimalia